# Prangi

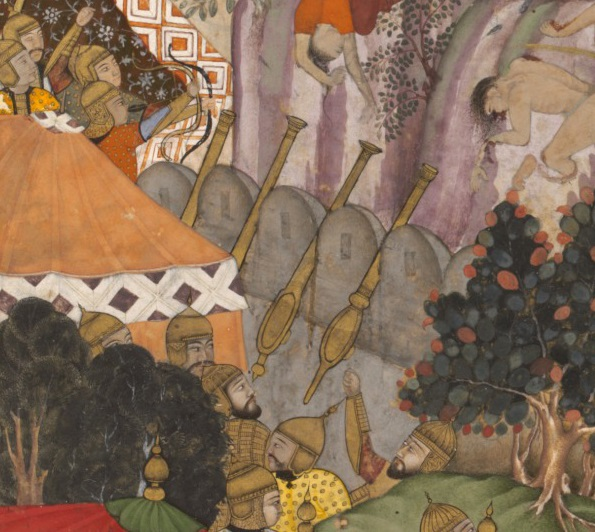
Quattro cannoni a retrocarica Moghul - ill. in Akbarnama.

Il prangi, anche paranki, piranki, pirangi, farangi, firei o fireiha era un tipo di cannone prodotto dall'Impero ottomano e poi imitato e autonomamente prodotto in altri luoghi come l'impero Moghul di Babur. Era un cannone girevole a retrocarica.

## Etimologia

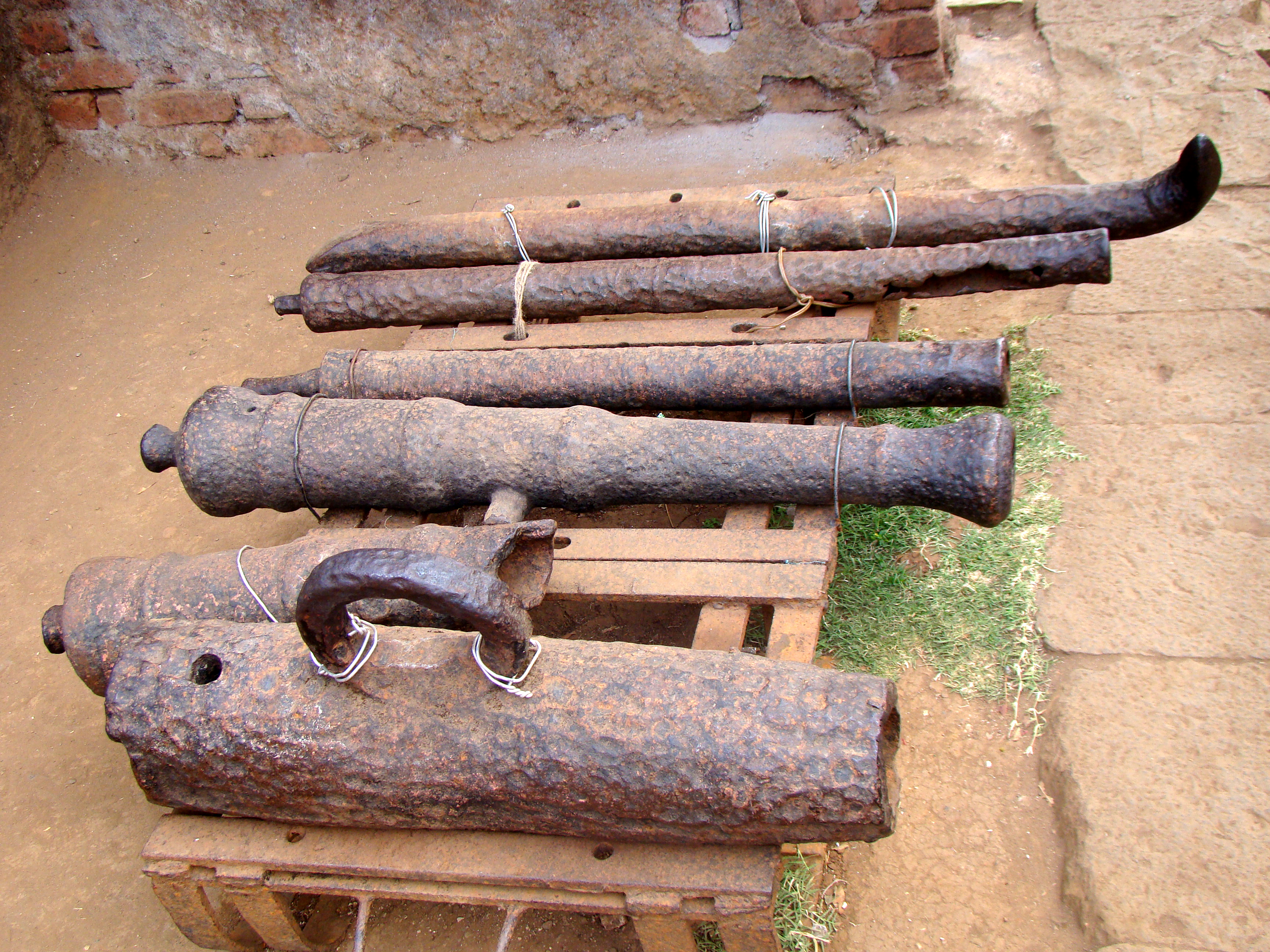
In basso: culatta di un cannone dell'Impero Maratha (India).

L'etimo di lingua turca ottomana "prangi" è stato scritto in varie forme: prankı, pirankı, parangi, parangı, pranga, pranku/prangu e parangu. Deriva dall'italiano/spagnolo braga, abbreviazione di it. "petriero a barga" e es. "pedrero de braga", un piccolo cannone girevole a retrocarica noto come "archibusone"."Braga" sta per "pantaloni" o "culatta". L'imperatore Babur dei Moghul d'India s'appropriò di quest'artiglieria per il suo esercito e la chiamò fuocoiha e farangi. I parlanti tamil e telugu lo chiamano pīranki e pīrangi.

## Storia e descrizione
Il prangi era un piccolo cannone girevole ottomano a retrocarica che spara colpi da 150 grammi, costruito principalmente in bronzo fuso ma in taluni casi anche in ferro. Gli ottomani usarono i prangi dalla metà del XV secolo in poi nelle battaglie campali, a bordo delle loro navi e nelle loro fortificazioni, dove i prangi spesso costituivano la maggior parte degli ordigni. Alla fine del Quattrocento, la galea ottomana aveva un'artiglieria standard composta da: un grosso cannone; 4 cannoni "medi" (darbzen) e 8 prangi. Queste navi erano lunghe 42-43 metri con tre vele e trasportavano circa 328 persone.
Il prangi divenne artiglieria d'ordinanza nell'armamento navale ottomano. Un registro navale ottomano di inventario e indagine datato 10 aprile 1488 menzionava che la barça (it. barca) ottomana (barca) aveva 35 prangi, laagrıpar (it. "galeazza") aveva 16 prangi, la kadırga (it. "galea") aveva 8 prangi, la kalıt (it. "galeotta") e la kayık (it. "fusta") avevano 4 prangi.